# مسرح باكو للأطفال
مسرح باكو للأطفال - (بالأذرية: Bakı Uşaq Teatrı) هو المسرح الاذربيجاني الذي أنشأ في 2001. 

## تاريخ المسرح
تأسس مسرح باكو للأطفال في 2001. بدأ مسرح باكو للأطفال إلي نشاته منذ 1 مايو، عام 2002 بتعيين انتقام سولتانوف قائدا فنيا. يعتبرالمسرح هو مسرح الأطفال المحترف الوحيد في جنوب القوقاز. أنتج المسرح حتي الآن حوالي 100 جودة. 
ينفذ  وزارة الثقافة و وزارة الشباب والرياضة وووزارة العدل والصحة مشاريعا مشتركتا مع المسرح.
يتعاون المسرح أيضًا مع عدد من المنظمات الدولية، مثل الحركة الدولية للصليب الأحمر ومكتب الأذربيجان لمجلس أوروبا و مكتب باكو لإدارة ضد الإدمان التابع الأمم المتحدة.
يعملون ما يقرب سبعين من المتخصصين الأطفال في المسرح. عمل مسرح باكو للأطفال في المبنى لأراضي بولفار باكو حتى 23 مايو لعام 2008.
منذ 24 مايو لعام 2008 حتى 31 مارس لعام 2013، يقع المسرح في مبنى الثقافة إسمه حسينقولو سارابسكي.
في وقت الحاضر يقع مسرح باكو للأطفال في بيت الثقافة إسمه قوربان عباسوف لمستوطنة قراجوخور لمحافظة سوراخاني.

## طاقم فني
- كاتب سيناريو
- الفنان البناء
- رئيس القسم الأدبي
- رئيس القسم هيكل
- مدير قسم الموسيقى
- مدير غرفة الزي
- مساعد المخرج
- فنان ديكور